# 那須塩原市立大山小学校
那須塩原市立大山小学校（なすしおばらしりつ おおやましょうがっこう）は、栃木県那須塩原市下永田にある公立小学校。

## 沿革

### 経緯
1955年（昭和30年）2月に旧西那須野町と狩野村が合併し新西那須野町となったが、旧町村の境界は西那須野駅周辺で複雑に入り組み、南部の石林や二つ室地区などは大田原市街地に近く学区については不都合が続いていた。1956年（昭和31年）に大田原市立西原小学校が開設されると二つ室の一部が、1957年（昭和32年）に大田原市立紫塚小学校開設により石林地区の一部がそれぞれ、越境して通学するようになった。さらに1961年（昭和36年）以降、第二次ベビーブームなどで人口増加に転じ、西那須野町市街地東側の小学校新設の必要性が高まり、栃木県立那須清峰高等学校南側の県有地（那須農業高校の農地として大山家より買収した土地）が新設小学校用地に選定され、1974年（昭和49年）4月に県より買い入れ、1975年（昭和50年）7月より校舎建設を開始した。
敷地がかつて大山巌が開設した大山農場であったことと、大山は泰山に通じ故事により将来の発展に通じることなどにより大山小学校と命名され、1977年（昭和52年）4月1日開校。開校時の児童379人（13学級）のうち新入生以外は、東小学校、三島小学校、大田原市立紫塚小学校、大田原市立西原小学校などからの転入・移管児童であった。

### 年表
- 1977年（昭和52年）4月1日 - 西那須野町立大山小学校として開校。
- 1980年（昭和55年）3月1日 - 校旗樹立、校歌制定
- 2005年（平成17年）1月1日 - 市町村合併により那須塩原市立大山小学校と改称。

## 教育方針
- 教育目標
  - おもいやる子ども（やさしく）
  - のびる子ども（かしこく）
  - たえぬく子ども（たくましく）

## 通学区域
通学区域は以下の通りである。
那須塩原市
- 下永田1丁目 - 8丁目
- 緑1丁目 - 2丁目
- 二つ室8番地から65番地
- 新南
- 石林

## 交通
- JR宇都宮線「西那須野駅」より徒歩23分（約1.7km）
- 那須塩原市営バス（ゆーバス）西那須野内循環線「那須清峰高校入口」バス停より徒歩3分（約160m）